# Melanoides tuberculata
Melanoides tuberculata (O.F. Müller, 1774) è un piccolo mollusco gasteropode appartenente alla famiglia Thiaridae.

## Descrizione
M. tubercolata presenta una conchiglia conica con sommità appuntita e opercolo concentrico, piede largo e tozzo, con testa separata e grande bocca a tromba.

## Distribuzione e habitat
Questa specie è diffusa nelle acque dolci e salmastre dell'Africa subsahariana e dell'Asia orientale.
A seguito di ripetute introduzioni la specie si è naturalizzata in vari paesi dell'area mediterranea. In Italia è segnalata nelle valli di Comacchio (Veneto), in Toscana, nel Lazio, nella Marsica e nella valle dell'Anapo (Sicilia).

## Biologia

### Alimentazione
Questa specie si nutre di alghe.

### Riproduzione
La riproduzione è partenogenetica e vivipara. Le popolazioni orientali sono composte quasi esclusivamente da femmine, con pochi maschi sterili, mentre entrambi i sessi appaiono equilibrati nelle popolazioni ritrovate in Israele. La maturità sessuale è raggiunta quando la lunghezza della conchiglia raggiunge i 7 mm.

### Parassiti
Melanoides tuberculata è conosciuta anche per essere serbatoio di parassiti potenzialmente dannosi per l'essere umano. I ricercatori Pinto & de Melo nel 2011 hanno compilato una lista di 37 specie di trematodi parassiti di questa specie di gasteropode Undici di questi parassiti possono anche parassitare l'uomo. Queste lumache fungono da primo ospite alle seguenti specie:
- Clonorchis sinensis
- Paragonimus westermani
- Metagonimus
- Diorchitrema formosanum
- Opisthorchis sinensis
- Philophthalmus sp.
- Haplorchis sp.
- Centrocestus formosanus[7]
- Schistosomatidae sp.[8]

## Acquariofilia
Melanoides tubercolata è una specie apprezzata dagli acquariofili per la sua capacità di ossigenare il substrato grazie ai suoi movimenti sotto la superficie.